# خوسيه ميرسي
خوسيه ميرسي (بالإسبانية: José Mercé)‏ (مواليد 1955 في شريش باسم خوسيه سوتو سوتو) مغني فلامينغو إسباني. بدأ مشواره الفني بعمر 12 سنة في مهرجانات الفلامنجو. لاحقًا انتقل إلى مدريد وسجل أول ألبوم له في عام 1968.

## العائلة
إنه حفيد مايسترو السيغيريا (عزف بالتصفيق) فرانسيسكو فالنسيا، المشهور باسم باكو لالوز. وهو أيضًا ابن شقيق مانويل سوتو سورديرا بطريرك شريش. يأتي لقب ميرسي من مشاركته في جوقة كنيسة لا ميرسيد عندما كان صبيًا.

## المسيرة الفنية
أصبح في شبابه أحد أشهر مغنيي الفلامينغو، وخاصةً في ما يتعلق بالرقص المصاحب للغناء. وقد عمل مع ثلاثي مدريد الذي أسسه ماريو مايا بالإضافة إلى إل غيتو وكارمن مورا. ثم انضم إلى شركة أنطونيو جاديس، الذي سافر معه في جولة حول نصف العالم بالفترة بين عامي 1973 إلى 1983. شارك في فيلم "بوداس دي سانجر" للمخرج كارلوس سورا.
خلال غنائه شارك مع عدة عازفي جيتار أشهرهم خوسيه فرنانديز وفيسينتي أميجو ومورايتو شيكو الثاني.

## الإصدارات
- Bandera de Andalucía (1968)
- Desnudando el Alma (1994)
- Del Amanecer… (1998)
- Caminos reales del cante (1999)
- Aire (2000)
- Cuerpo y Alma (2001)
- Recopilación. Verde junco y otros éxitos (2002)
- Lío (2002)
- Quebrando el Aire (2002)
- Verde junco & Hondas Raices (2004)
- Ruido (2010)
- Mi única llave (2012)
- Doy La Cara (2016)
- El Oripando (2022)